# Nerw strzemiączkowy
Nerw strzemiączkowy (łac. nervus stapedius) – w anatomii człowieka niewielki nerw położony w obrębie głowy, związany ze zmysłem słuchu. 
Jest to odgałęzienie nerwu twarzowego. Oddziela się od niego w odcinku zstępującym tego nerwu czaszkowego, wewnątrz części skalistej kości skroniowej w bliskości wyniosłości piramidowej jamy bębenkowej. Nerw strzemiączkowy unerwia mięsień strzemiączkowy, biorący udział w ustawianiu kosteczek słuchowych w uchu środkowym, a co za tym idzie, ochronie narządu słuchu i odbiorze dźwięków.